# Willard Myron Allen

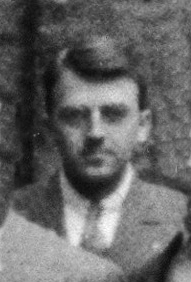
Willard Myron Allen

Willard Myron Allen (* 5. November 1904 in Macedon (Town, New York); † 5. August 1993 in Baltimore) war ein US-amerikanischer Gynäkologe.
Allen studierte organische Chemie am Hobart College in Geneva (New York) mit dem Abschluss 1926 und  danach Medizin an der University of Rochester mit dem Abschluss 1932. Internship und Residency absolvierte er von 1933 bis 1937 am Universitätskrankenhaus (Strong Memorial Hospital). Er lehrte in Rochester (Instructor 1936, Assistant Professor 1938) und war ab 1940 Professor an der Washington University in St. Louis (Medical School), wo er der Abteilung Geburtshilfe und Gynäkologie vorstand. Außerdem war er Chefarzt für Geburtshilfe am Barnes and Allied Hospitals. 1971 ging er in den Ruhestand, wurde aber Professor für Geburtshilfe an der University of Maryland in Baltimore und war von 1976 bis 1982 Associate Dean der Medical School.
Ihm gelang (wie gleichzeitig einigen anderen Gruppen), die Isolation von Progesteron (teilweise mit seinem Anatomieprofessor George W. Corner (1889–1981), in dessen Labor für Embryologie in Rochester er als Student mit einem zweijährigen Forschungsstipendium arbeitete, teilweise mit Oskar Wintersteiner). Er war 1942 der erste, der Progesteron therapeutisch anwandte (bei Blutungen des Uterus). Nach ihm und William H. Masters ist das Allen-Masters-Syndrom benannt, nach ihm und Corner die Corner-Allen-Einheit und nach ihm Allen`s blaue Reaktion (Test auf Dehydroisoandrosteron, DHIA).
1940 erhielt er einen Ehrendoktor der University of Rochester. 1935 erhielt er den Eli Lilly Award in Biological Chemistry.

## Schriften
- Recollections of my life with progesterone, Gynecologic Investigation, Band 5, 1974, S. 142–182